# گینه فورستیره
گینه فورستیره (به لاتین: Guinée forestière) یک منطقه طبیعی در گینه است که در گینه واقع شده‌است.